# Рощинское
Об озёрах см. Рощинское озеро
Рощинское (каз. Рощинское) — село в Тайыншинском районе Северо-Казахстанской области Казахстана. Административный центр Рощинского сельского округа. Находится вблизи озера Жамантуз, примерно в 45 км к северо-западу от города Тайынша, административного центра района, на высоте 134 метров над уровнем моря. Код КАТО — 596066100.

## История
Указом ПВС Каз ССР от 18.09.1963 г. село Богодуховка переименовано в Рощинское.

## Население
В 1999 году численность населения села составляла 775 человек (393 мужчины и 382 женщины). По данным переписи 2009 года в селе проживал 531 человек (255 мужчин и 276 женщин).